# Dragmarpo Ri
Dragmarpo Ri je hora na hranici mezi Nepálem a Čínskou lidovou republikou.